# I. e. 360
Évszázadok: i. e. 5. század – i. e. 4. század – i. e. 3. század
Évtizedek: i. e. 410-es évek – i. e. 400-as évek – i. e. 390-es évek – i. e. 380-as évek – i. e. 370-es évek – i. e. 360-as évek – i. e. 350-es évek – i. e. 340-es évek – i. e. 330-as évek – i. e. 320-as évek – i. e. 310-es évek
Évek: i. e. 365 – i. e. 364 – i. e. 363 – i. e. 362 –  i. e. 361 – i. e. 360 – i. e. 359 – i. e. 358 – i. e. 357 – i. e. 356 – i. e. 355

## Események

### Egyiptom
- II. Ageszilaosz király és spártai zsoldosai segítségével Nahthórhebit megdönti Dzsedhór fáraó uralmát. Dzsedhór Szúzába menekül és békét köt a perzsákkal. Nahthórhebit 230 talentumot fizet a spártaiak segítségéért. II. Ageszilaosz a hazafelé úton Kürénében meghal, utóda a trónon fia, III. Arkhidamosz.

### Görögország
- Az illírek megtámadják Molossziát, amelynek királya, Arübbasz a városokból Aitóliába vezeti a népét. Ezután lecsap a zsákmánnyal megrakott illírekre és legyőzi őket.

### Róma
- Római consulok: Marcus Fabius Ambustus és Gaius Poetelius Libo Visolus.

## Kultúra
- Platón megírja a Timaioszt, amelyben megemlíti Atlantiszt (hozzávetőleges dátum).

## Születések
- Lüszimakhosz, Nagy Sándor egyik hadvezére, Makedónia és Trákia királya
- Nearkhosz, Nagy Sándor flottaparancsnoka
- Pürrhón, görög filozófus

## Halálozások
- II. Ageszilaosz, spártai király

## Fordítás
- Ez a szócikk részben vagy egészben  a(z)   360 BC című angol Wikipédia-szócikk ezen változatának fordításán alapul.  Az eredeti cikk szerkesztőit annak laptörténete sorolja fel. Ez a jelzés csupán a megfogalmazás eredetét és a szerzői jogokat jelzi, nem szolgál a cikkben szereplő információk forrásmegjelöléseként.